# 통군부
대한통군부(統軍府)는 1922년 2월 만주에서 조직된 일제강점기 무장독립운동단체, 군정부(軍政府)이다.
- {{병합 도착지}}: 대한통의부

## 결성
1920년 일제의 한인대학살 만행으로 만주 동삼성(東三省) 일대의 독립운동전선이 큰 타격을 받아 혼란스러웠다. 이의 재정비를 위해 대한독립단·광한단·광복군총영 등의 대표는 남만통일회의(南滿統一會議)를 개최하였다. 이후 1921년 자유시참변 이래 소강상태에 있던 남만주 지역 독립군 단체들은 강력한 연합의 독립군단을 결성하려는 움직임이 현실화되기에 이르렀다.
1922년 2월 서로군정서, 대한독립단(大韓獨立團), 벽창의용대(碧昌義勇隊), 광복군총영(光復軍總營), 평북독판부(平北督辨府), 보합단(輔合團), 광한단 등 독립군 단체 대표들이 환인현(桓仁縣)에 모여 지금까지 분산 활동하던 각 단체를 통합, 대한통군부를 결성하였다.

## 조직
결성초기 환인현 마권자(馬圈子)를 본부로 한 조직은 총장제(總長制)로서, 총장에 채상덕(蔡尙悳)이, 군사부장 이천민(李天民), 교육부장 김동삼(金東三), 재무부장 전덕원, 사령관에 김창환(金昌煥)(서로군정서 총사령관)이 선임되었다.
통군부의 결성 목적은 효과적인 항일전을 전개하는 것 뿐 아니라 재만 한인사회(在滿韓人社會)의 자치행정을 담당하는 ‘행정부'의 기능까지 포괄하고 있었다.

## 활동
통군부는 결성 직후 보다 큰 독립운동 연합체를 결성하기 위해 통군부에 참여하지 않은 남만주 지역의 다른 독립운동단체들과 교섭하는 노력을 우선하였다. 그 결과 통군부 외에 관전동로한교민단(寬甸東路韓僑民團), 대한정의군영(大韓正義軍營), 백산무사단(白山武士團), 평안북도독판부 등 독립운동단체들이 추가로 참여하여 환인현 마권자(馬圈子)에서 제2차 남만한족통일회의를 개최하였다. 다시 열린 남만한족통일회에는 8단9회(八團九會) 17개 단체에서 71명의 대표들이 모였다.

## 해체
통군부는 1922년 8월 제2차 남만한족통일회의를 통해 결성한 대한통의부로 개편되었다.

## 같이 보기
- 통의부
- 군정부

## 참고자료
- 한민족독립운동사, '국사편찬위원회 한국사데이터베이스'